# Puebla del Maestre
Puebla del Maestre là một đô thị trong tỉnh Badajoz, Extremadura, Tây Ban Nha. Dân số 831 người và diện tích 79 km².